# The Good Side
"The Good Side" é uma canção do cantor australiano Troye Sivan. Foi escrito por Sivan, Leland, Allie X, Bram Inscore, Jam City e Ariel Rechtshaid, com produção realizada pelos três últimos. A música foi lançada na EMI Music Australia e Universal Music Australia em 19 de janeiro de 2018, como o segundo single do segundo álbum de estúdio, Bloom (2018).

## Desempenho nas paradas musicais
| Tabela Musical (2018)          | Melhor posição |
| ------------------------------ | -------------- |
| New Zealand Heatseekers (RMNZ) | 4              |
| 99                             | 99             |